# Radio Lawaaipapegaai
Radio Lawaaipapegaai was een radioprogramma voor kleuters dat werd uitgezonden door de AVRO van 1976 tot 1978. Het was de opvolger van het programma Kleutertje luister (1946-1975).
Radio Lawaaipapegaai was zo'n succes, dat er een televisieprogramma van werd gemaakt, genaamd Studio Lawaaipapegaai (later: De Lawaaipapegaai presenteert: "Papelagaaiwaai"). Dit werd eveneens door de AVRO uitgezonden, van 1978 tot 1982. Het programma stopte toen de makers het idee hadden dat alle onderwerpen wel behandeld waren. 
Lawaaipapegaai werd gepresenteerd door Wieteke van Dort, samen met Burny Bos die ook de teksten schreef. Joop Stokkermans schreef de muziek en vertolkte die aan de Fenderpiano. De teksten waren van de hand van Burny Bos, de muziek was van Joop Stokkermans. De regie was in handen van Henk Renou.

## Inhoud van het programma
Radio Lawaaipapegaai werd opgenomen met een aantal kinderen van de 1e Montessori Kleuterschool uit Hilversum. In elke aflevering, die zo'n tien minuten duurde, stond er een bepaald onderwerp centraal. Dit kon variëren van het verzorgen van dieren, het verliezen van melktanden of leren klokkijken, tot gehandicapt zijn of de verhuizing van oma naar een bejaardentehuis. Het doel van het programma was altijd om aan te sluiten bij de actuele belevingswereld van de kinderen.
Wieteke van Dort en Burny Bos (als de onnozele Gijs Radijs) voerden gesprekjes met de aanwezige kinderen en Wieteke vertelde een verhaaltje; terugkerende personages daarbij waren Henkie en Elsje.
 Verder werd met de kinderen een liedje gezongen dat bij het thema aansloot. Het liedje werd gedurende de uitzending enkele keren (deels) herhaald, wat voor samenhang zorgde, en waardoor de kinderen het liedje na afloop ook uit het hoofd kenden.

## Prijzen
Het radioprogramma won drie prijzen. Het werd internationaal bekroond met een Premio Ondas in Barcelona voor het beste radioprogramma voor de jeugd. In 1977 kreeg Burny Bos van de Zilveren Reissmicrofoon Jury een eervolle vermelding voor Radio Lawaaipapegaai en in 1978 won hij een Edison voor het radioprogramma.
In 1981 gaf de jury voor de Zilveren Nipkowschijf een eervolle vermelding aan de televisieserie Lawaaipapegaai. In 1983 ontving Burny Bos de Zilveren Reissmicrofoon voor zijn gehele radio-oeuvre, inclusief Radio Lawaaipapegaai.

## Boeken en lp's
Er zijn vier boekjes en twee lp's verschenen met teksten uit het radioprogramma. De illustraties waren van de hand van Wieteke van Dort.
Boeken
- Een april kikker in je bil (Uitg. Leopold Den Haag, 1977)
- Zand op je boterham (Uitg. Leopold Den Haag, 1978)
- Snap je dan niet dat dat pijn doet (Uitg. Leopold Den Haag, 1980)
- Wie praat daar met de poes? (Uitg. Leopold Den Haag, 1981)

Lp's
- Lawaaipapegaai 1, Liedjes en verhaaltjes uit Radio Lawaaipapegaai (Philips, 1977)
- Lawaaipapegaai 2, Liedjes en verhaaltjes uit Radio Lawaaipapegaai (Philips, 1978)

## Liedjes uit Radio Lawaaipapegaai
Een kleine greep uit de liedjes van Radio Lawaaipapegaai.
- Armen strekken, goed uitdrijven (Zwemlied)
- Bah, wat een dag
- Bestaat-niet-land
- Cadeautje, cadeautje, een speelgoedbeer, een bootje
- Dag juf, dag school, dag kinderen
- Dwarrel, dwarrel, wat is er aan de hand?
- Ik schrijf je een brief
- Ik woon in een huis, heel dicht bij de zon (Flat, flat, retteketet)
- In een kist bij ons op zolder (Verkleedkist)
- Kwart voor negen, tien voor zes (Klokkijkles)
- Een kar met wielen
- Rimpeltje, rimpeltje kraaiepoot
- Wat wil je later worden, word je soms piloot
- Wiebeltand
- Wollen mutsen, winterjassen (Brr, wat is het koud)
- 'k Woon in een ander huis (Verhuisd)
- Zand op je boterham (Zand, zand, zand)